# Damir Lukačević

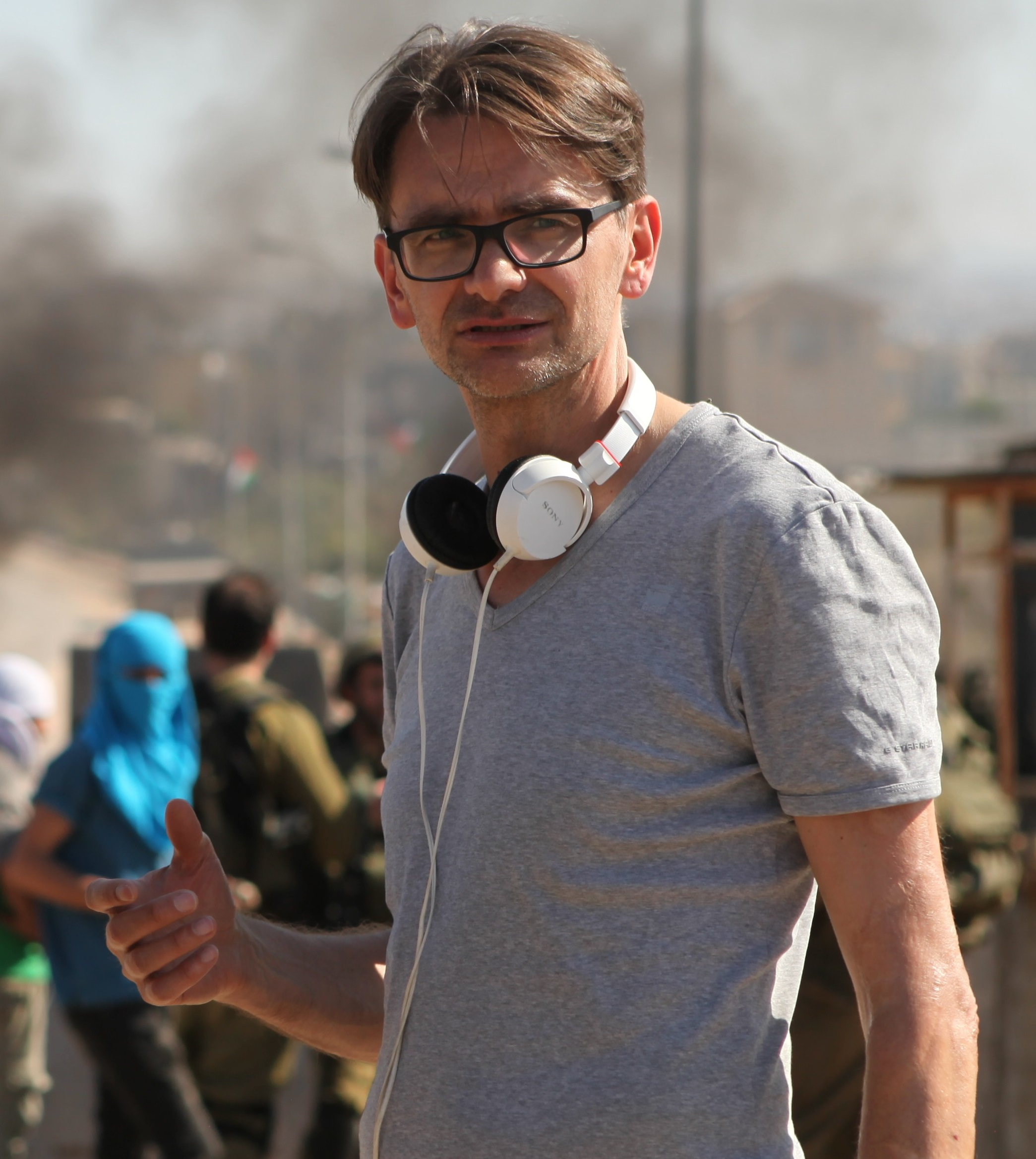
Damir Lukačević 2019 bei den Dreharbeiten zu „Ein nasser Hund“

Damir Lukačević (* 27. März 1966 in Zagreb, Jugoslawien) ist ein deutscher Filmregisseur und Drehbuchautor kroatischer Herkunft.

## Leben und Wirken
Als Vierjähriger kam Damir Lukačević mit seinen Eltern nach Deutschland und drehte schon während der Schulzeit erste Super-8-Filme. Nach dem Abitur in Stuttgart nahm er ein Publizistikstudium auf und realisierte einige Kurzfilme.
Von 1993 bis 1999 absolvierte Lukačević eine Ausbildung an der Deutschen Film- und Fernsehakademie Berlin in den Bereichen Regie, Drehbuch, Dramaturgie und Schauspielführung.
Bereits während des Studiums erhielt Lukačević mehrere Auszeichnungen, u. a. den Deutschen Kurzfilmpreis Goldenes Band für Fremde Heimat sowie das Prädikat Besonders Wertvoll für Spiel des Tages. Beide Filme haben die Jugoslawienkriege zum Thema.
Fremde Heimat, mit Jutta Wachowiak und Stephanie Philipp, zeigt einen Bürgerkrieg in einem unbestimmten Land: Eine Straßensperre wird zum Kreuzungspunkt von drei Schicksalen. Als Soldaten einen Bus kontrollieren, entdecken sie bei einer jungen Frau ein Transistorradio. Weil es auf einen Sender der gegnerischen Seite eingestellt ist, wird die Frau abgeführt und erschossen. Spiel des Tages, mit Marlene Marlow, Tommaso Cacciapuoti, Mehdi Nebbou und Şiir Eloğlu zeigt den Jugoslawienkrieg als Fußballspiel, bei dem die Mannschaften für jeden erschossenen Spieler ein Tor zuerkannt bekommen. Der Film wurde auf 35 mm Cinemascope gedreht und kommt vollständig ohne Dialoge aus.
1998 entsteht der Kurzfilm Gottes Besuch nach einem Drehbuch von Robert Löhr. Darin kommt Gott (Stefan Lisewski) bei Familie Deutschmann zu Besuch. Er verlangt von den Eltern als Zeichen ihres Gottesglaubens ihren einzigen Sohn zu opfern. Die Eltern sind entsetzt, der Vater setzt sich tatkräftig zur Wehr und bringt Gott unbeabsichtigt ums Leben. Der Film, in Schwarz-Weiß gedreht, ist eine Parabel mit schwarzem Humor und stellt Fragen nach dem Wert von Religion und Glauben in der heutigen Zeit.
In Heimkehr (2003) – Damir Lukačevićs Spielfilmdebüt – geht es um die Träume und Lebenslügen einer kroatischen Familie in Deutschland. Heimkehr wurde für den Deutschen Kamerapreis, den MFG-Star Baden-Baden und den Baden-Württembergischen Drehbuchpreis nominiert und mit dem Geneva-Europe-Drehbuchpreis, sowie dem Verdi-Preis für die beste
Regie ausgezeichnet.
Das Buch des Science-Fiction-Films Transfer (2010) basiert auf einer Geschichte der spanischen Autorin Elia Barceló. In Transfer geht es um den Traum vom ewigen Leben, um Identitätstausch und Identitätsverlust ebenso wie um die Schere zwischen reich und arm, weiß und schwarz, eine moderne Doktor-Faust-Geschichte des 21. Jahrhunderts. In den Hauptrollen: Mehmet Kurtuluş, Jeanette Hain, Ingrid Andree, Hans-Michael Rehberg und die amerikanischen Darsteller Regine Nehy und B. J. Britt. Transfer lief auf über 30 internationalen Festivals und hat 8 Auszeichnungen gewonnen, u. a. den CIVIS FERNSEHPREIS in der Kategorie Unterhaltung (Fiction). 2016 erschien das Buch „Red Alert: Marxist Approaches to Science Fiction Cinema“, in dem Sherryl Vint, Professorin der University of Alberta, ein Kapitel Transfer widmet.
2011 porträtierte Lukačević in der Dokumentation „Willst du Stress oder was?“ fünf Jugendliche mit unterschiedlichem Migrationshintergrund aus dem sozialen Brennpunkt Berlin-Wedding. Nach dem Vorbild von Augusto Boals „Theater der Unterdrückten“ traten die Jugendlichen nach außen und improvisierten mit Zuschauern in Moscheen, Kirchen, Schulen und auf europäischen Theaterfestivals.
Inspiriert von den Lebenswelten dieser Jugendlichen entdeckte Lukačević die Autobiografie von Arye Sharuz Shalicar „Ein nasser Hund ist besser als ein trockener Jude“. Darin schildert der ehemalige Hip-Hop-Musiker und Graffitisprüher Shalicar – heute Major der Israelischen Armee – seine Jugend als Jude unter Muslimen in Berlin-Wedding. Im August 2015 begann Lukacevic mit Schülern des Oberstufenzentrums Wedding ein Theaterstück zu erarbeiten, das Shalicars Jugend in Theaterform auf die Bühne bringen sollte. Es ist dieselbe Schule, die Shalicar in den 90er Jahren besuchte. Am 12. Februar 2016 feierte das Theaterstück „Liebe, Gangs & Graffiti“ Premiere. Basierend auf dem Theaterstück schrieb Lukačević das Drehbuch, das er mehrere Jahre lang versuchte zu verfilmen.
Im Namen meines Sohnes wurde am 2. Mai 2016 im ZDF als „Fernsehfilm der Woche“ ausgestrahlt. Basierend auf dem wahren Fall des „Maskenmannes“ (Martin Ney) erzählt Im Namen meines Sohnes die Geschichte von Claus Jansen, dessen Sohn Hannes 1992 über Nacht aus dem Internat verschwindet. Wenige Wochen später wird der Junge ermordet aufgefunden. Als die Ermittlungen der Polizei im Sande verlaufen, beginnt der Vater, selbst zu ermitteln und macht die Suche nach dem Täter zu seiner persönlichen Mission. In den Hauptrollen: Tobias Moretti, Inka Friedrich, Merlin Rose, Marc Zwinz und Maxim Mehmet. Bei seiner Premiere auf dem Filmfest Hamburg im Oktober 2015 gewann Im Namen meines Sohnes eine lobende Erwähnung.
2018 verfilmte Lukacevic nach eigenem Drehbuch den Polizeiruf 110 Rostock „Dunkler Zwilling“ mit Charly Hübner, Anneke Kim Sarnau, Simon Schwarz, Alexander Beyer und Angela Winkler. Die Erstausstrahlung von „Dunkler Zwilling“ hatte am 6. Oktober 2019 so viele Zuschauer wie nie zuvor erreicht: Der Film wurde bundesweit von 8,88 Millionen Menschen verfolgt. Damit war „Dunkler Zwilling“ nicht nur der bislang zuschauerstärkste Fall für das Ermittler-Team Katrin König und Alexander Bukow, sondern auch der erfolgreichste „Polizeiruf 110“ des NDR seit 1993.
2019 realisierte Lukacevic den Kinofilm „Ein nasser Hund“ basierend auf Shalicars Autobiografie „Ein nasser Hund ist besser als ein trockener Jude“. Nach mehreren coronabedingten Verschiebungen kam „Ein nasser Hund“ im Verleih von Warner Bros Pictures 2021 bundesweit in die deutschen Kinos.
Damir Lukačević ist verheiratet und hat einen Sohn. Er lebt in Berlin.

## Filmografie

### Als Regisseur und Drehbuchautor
- 1994: Das fünfte Gebot (Kurz-Spielfilm)
- 1995: Trauma (Kurz-Spielfilm)
- 1996: Fremde Heimat (Kurz-Spielfilm)
- 1998: Gottes Besuch (Kurz-Spielfilm)
- 1999: Spiel des Tages (Kurz-Spielfilm)
- 2003: Heimkehr (Spielfilm)
- 2010: Transfer (Kino-Spielfilm)
- 2011: Willst du Stress oder was? (Dokumentarfilm)
- 2015: Im Namen meines Sohnes (TV-Spielfilm)
- 2015: Der Maskenmann (TV-Spielfilm)
- 2019: Polizeiruf 110: Dunkler Zwilling
- 2021: Ein nasser Hund

### Bisher unverfilmte Drehbücher
- 2005: Schön ist es auf der Welt zu sein
- 2006: Mirelas Geheimnis
- 2011: perfect copy
- 2013: Liebe, Gangs & Graffiti
- 2017: Vakuum

## Auszeichnungen
- 1996: Bundesfilmpreis in Gold für Fremde Heimat[4]
- 1996: Friedensfilmpreis für Kurzfilm für Fremde Heimat
- 1998: Prädikat „Besonders Wertvoll“ für Spiel des Tages[5]
- 1999: 2. Preis Palm Springs International ShortFest für Spiel des Tages[25]
- 2001: Geneva-Europe Drehbuchpreis für Heimkehr
- 2002: Nominierung Drehbuchpreis der MFG Filmförderung Baden-Württemberg für Heimkehr
- 2004: Nominierung Deutscher Kamerapreis für Heimkehr
- 2005: Nominierung Drehbuchpreis der MFG Filmförderung Baden-Württemberg für Schön ist es auf der Welt zu sein[26]
- 2006: Verdi-Fernsehpreis für die beste Regie für Heimkehr[9]
- 2010: Publikumspreis beim 20. Filmkunstfest Mecklenburg-Vorpommern für Transfer[27]
- 2010: Gewinner des Best Science Fiction Feature Film Award beim 10. Shriekfest Los Angeles für Transfer
- 2010: Gewinner des Asteroid Award beim scienceplusfiction Festival in Triest für Transfer
- 2010: Der Baden-Württembergische Filmpreis in der Kategorie „Bester Spielfilm“ bei der Filmschau Stuttgart für Transfer[28]
- 2011: Silver Melies für den Besten Europäischen Film auf dem Brüsseler Internationalen Fantasy Festival für Transfer
- 2011: Publikumspreis beim Fresh Film Fest in Prag für Transfer[29]
- 2011: LOBENDE ERWÄHNUNG beim Icon Tel Aviv, Internationales SF Festival für Transfer[30]
- 2012: Publikumspreis beim Science Fiction Festival in Athen für Transfer
- 2014: CIVIS FERNSEHPREIS – Kategorie Unterhaltung (Fiction) für Transfer[12]
- 2015: LOBENDE ERWÄHNUNG auf dem Filmfest Hamburg für Im Namen meines Sohnes[19]
- 2016: DEKALOG Filmpreis der Guardini Stiftung e. V. und der St. Matthäus Stiftung[31]